# Гвідо Келотті
Гвідо Келотті (італ. Guido Chelotti, 30 вересня 1869, Венеція - 17 вересня 1927, Рим) - італійський адмірал, начальник генерального штабу ВМС Італії протягом 1922-1923 років.

## Біографія
Гвідо Келотті народився 30 вересня 1869 року у Венеції. У 1884 році вступив до Військово-морської академії в Ліворно, яку закінчив у 1889 році у званні гардемарина. У званні молодшого лейтенанта, потім лейтенанта ніс службу на борту крейсера «Амеріго Веспуччі» пізніше на борту броненосця «Лепанто».
У званні капітана II рангу брав участь в італійсько-турецькій війні 1911-1912 років на борту крейсера «Карло Альберто». Після закінчення війни був комендантом морської бази Тобрук. Обіймав цю посаду до 1914 року. Того ж року отримав звання капітана I рангу.
Під час Першої світової війни ніс службу на борту крейсерів «Марко Поло», «Франческо Ферруччо» та броненосця «Наполі».
У 1918 році отримав перше адміральське звання і протягом року був секретарем Вищої ради військово-морських сил (італ. Consiglio superiore della Marina), потім був начальником штабу оперативних сил флоту.
16 лютого 1921 року був призначений заступником начальника генерального штабу ВМС Італії Джузеппе Де Лоренці.
15 листопада 1922 року обійняв посаду начальника генерального штабу ВМС Італії. Прослужив на цій посаді до 15 березня 1923 року, після чого отримав звання дивізійного контрадмірала і був призначений командувачем Військово-морського командування на Сардинії.
26 квітня 1925 року отримав звання дивізійного адмірала та вийшов у відставку у зв'язку з досягненням граничного віку служби.
Помер 17 вересня 1927 року у Римі.

## Нагороди
- Хрест «За військові заслуги»
- Великий офіцер Ордена Корони Італії
- Командор Ордена Святих Маврикія та Лазаря
- Пам'ятна медаль італійсько-турецької війни 1911—1912
- Пам'ятна медаль Італо-австрійської війни 1915—1918
- Медаль Перемоги
- Пам'ятна медаль на честь об'єднання Італії